# Bittiolum fastigiatum
Bittiolum fastigiatum är en snäckart som först beskrevs av Carpenter 1864.  Bittiolum fastigiatum ingår i släktet Bittiolum och familjen Cerithiidae. Inga underarter finns listade i Catalogue of Life.